# Alfredo Jadresic
Alfredo Arturo Jadresic Vargas (* 18. September 1925 in Iquique; † 1. Oktober 2021) war ein chilenischer Leichtathlet und Endokrinologe.

## Karriere
Alfredo Jadresic wurde in Iquique als Sohn  kroatischstämmiger Eltern geboren. In den 1940er Jahren war er einer der besten Hochspringer seines Landes und vertrat Chile bei den Olympischen Sommerspielen 1948 in London, wo er im Hochsprung-Wettkampf den neunten Platz belegte.
Jadresic promovierte als Professor für Medizin an der Universidad de Chile und war von 1968 bis 1972 Dekan der Universität. Im September 1973 wurde er nach dem Militärputsch verhaftet. Nach 51 Tagen in Gefangenschaft im Estadio Nacional de Chile wurde er ohne Anklage freigelassen, jedoch gezwungen, das Land zu verlassen. Sein Exil verbrachte er im englischen Hastings, wo er am Royal Sussex Hospital tätig war. Zudem forschte der Chilene an der University of Oxford. 1990, nachdem in seiner Heimat die Demokratie wiederhergestellt war, kehrte Jadresic zurück und spezialisierte sich an der Universidad de Chile fortan auf die Endokrinologie.